# Наследството на Борн (филм)
„Наследството на Борн“ (на английски: The Bourne Legacy) е американски екшън трилър от 2012 г. на режисьора Тони Гилрой и четвъртият от филмовата поредица за Джейсън Борн. За разлика от предходните филми, в този главният персонаж е Арън Крос, чиято роля се изпълнява от Джеръми Ренър, а действието в самия филм се развива едновременно с това на „Ултиматумът на Борн“.

## Български дублажи
Филмът се излъчва по bTV Cinema с войсоувър дублаж на студио VMS през октомври 2017 г. Екипът се състои от:
| Озвучаващи актьори  | Елена Русалиева Ирина Маринова Станислав Димитров Момчил Степанов Георги Тодоров |
| Преводач            | Стилян Иванов                                                                    |
| Тонрежисьор         | Сибин Златарев                                                                   |
| Режисьор на дублажа | Добрин Добрев                                                                    |